# Безразсъдният Кели
„Безразсъдният Кели“ (на английски: Reckless Kelly) е австралийски комедиен филм от 1993 г. с участието на Яху Сириъс, който е режисьор, продуцент и сценарист. Във филма още участват Мелора Хардин, Алексей Сейл и Хюго Уивинг. Историята се развива върху сатиричния поглед на съвременния австралийски измамник Нед Кели. Филмът е финансиран от „Уорнър Брос“, „Вилидж Роудшоу“ и Australian Film Finance Corporation. Премиерата на филма излиза в Австралия на 8 април 1993 г., както и в Съединените щати на 6 май 1994 г.